# Newaya Mariam
Newaya Mariam (äthiop. ንዋየ ማርያም, Thronname Wedem Asfare oder Gemma Asfare; † 1382) war von 1372 bis 1382 Negus Negest (Kaiser) von Äthiopien sowie ein Mitglied der Solomonischen Dynastie. Er war der älteste Sohn von Newaya Krestos.
Während seiner Herrschaft erlangte Haqq ad-Din II. aus der Walasma-Dynastie 1376 die Kontrolle über das Königreich Ifat, welches sich entlang der südöstlichen Grenze Äthiopiens erstreckte. Dieser Sultan unternahm von da an Überfälle auf das Kaiserreich. E. A. Wallis Budge zufolge ist aus den Königlichen Chroniken wenig über Newaya Mariam bekannt, der keine Nachkommen hinterließ.